# Arnold Veimer

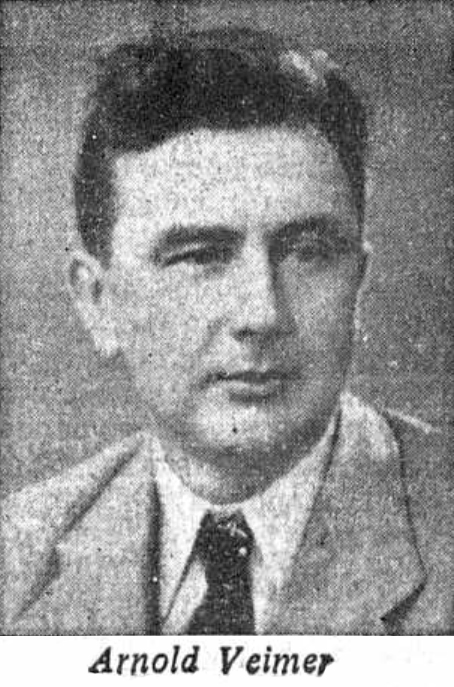
Arnold Wejmer

Arnold Veimer (russisch Арнольд Тынувич Веймер Arnold Tynuwitsch Wejmer; * 7. Junijul. / 20. Juni 1903greg. in Tallinn; † 3. März 1977 ebenda) war ein kommunistischer estnischer Politiker und Wirtschaftswissenschaftler.

## Leben
Arnold Veimer besuchte die Schule in Vahastu (heute Landgemeinde Kaiu, Kreis Rapla). 1922 trat er der damals verbotenen Kommunistischen Partei Estlands bei. Im November 1924 wurde Veimer im sogenannten Prozess der 149 wegen illegaler kommunistischer Aktivitäten zu lebenslanger Zwangsarbeit verurteilt. Erst 1938 kam er im Zuge einer Amnestie der Regierung unter Präsident Konstantin Päts aus dem Gefängnis frei.
Mit der sowjetischen Besetzung der Republik Estland im Sommer 1940 wurde Veimer einer der führenden kommunistischen Politiker. Nach der von Moskau gelenkten Scheinwahl vom Juli 1940 war Veimer vom 21. Juli bis 25. August 1940 Parlamentspräsident des stalin-hörigen Marionettenparlaments. Am 21. Juli 1940 benannte das Parlament die Republik Estland einstimmig in Estnische Sozialistische Sowjetrepublik um (RT 1940, 74, 733). Es bat zwei Tage später um Aufnahme als Unionsrepublik in die Sowjetunion. Dieser Bitte wurde am 6. August 1940 stattgegeben.
Von 1940 bis 1942 war Arnold Veimer Volkskommissar (Minister) für Leichtindustrie der Estnischen Sozialistischen Sowjetrepublik. 1941 floh er vor der deutschen Besetzung Estlands ins Innere der Sowjetunion. Von 1942 bis 1944 war er stellvertretender Vorsitzender des Ministerrats der Estnischen SSR. 1944 kehrte er mit der Roten Armee nach Estland zurück.
Von 1944 bis 1951 war Veimer Vorsitzender des Ministerrats der Estnischen SSR und damit Regierungschef. Er ließ während seiner Amtszeit die sogenannten „Märzdeportationen“ durchführen. Dabei wurden am 25. März 1949 etwa 20.000 angeblich regimekritische Esten nach Sibirien deportiert, die Mehrheit davon Frauen und Kinder.
1951 wurde Veimer als Regierungschef durch Aleksei Müürisepp abgelöst. 1951/52 war Veimer Direktor des Wirtschaftsinstituts der Akademie der Wissenschaften der Estnischen SSR.
Von 1955 bis 1968 war Veimer stellvertretender Vorsitzender des Ministerrats der Estnischen SSR. Von 1957 bis 1965 war er gleichzeitig Vorsitzender des Volkswirtschaftsrats (Sownarchos) Estlands.
Von 1968 bis 1973 bekleidete Veimer das Amt des Präsidenten der Estnischen Akademie der Wissenschaften. 1970 erhielt er den Titel „Verdienter Wissenschaftler der Estnischen SSR“ und 1973 die Auszeichnung „Held der sozialistischen Arbeit“.
Arnold Veimer gehörte von 1941 bis 1954 und von 1958 bis 1966 dem Obersten Sowjet der UdSSR an. Er war von 1940 bis 1955 und von 1967 bis zu seinem Tod 1977 Mitglied des Obersten Sowjets der Estnischen SSR.

## Forschungsschiff
1984 wurde das Forschungsschiff des thermo- und elektrophysikalischen Instituts nach Arnold Veimer benannt. Mit der Wiedererlangung der estnischen Unabhängigkeit wurde das Schiff in Livonia umbenannt und später an die schwedische Marine verkauft.

## Privatleben
Arnold Veimer war mit Nadežda Tihhanova-Veimer verheiratet. Sie starb ein Jahr nach ihrem Mann. Das Paar liegt auf dem Waldfriedhof (metsakalmistu) der estnischen Hauptstadt begraben.